# Кагосіма (префектура)
Префекту́ра Кагосі́ма (яп. 鹿児島県, かごしまけん, МФА: [kagoɕima keɴ]) — префектура в Японії, в регіоні Кюсю, на березі Східнокитайського моря та Тихого океану. Адміністративний центр префектури — Кагосіма. Заснована 1871 року на основі провінцій Сацума та Осумі. Площа становить 9188,78 км². Станом на 1 липня 2012 року в префектурі мешкало 1 690 503 осіб. Густота населення складала 184 осіб/км². Основою економіки є сільське господарство, зокрема виробництво м'ясопродуктів з чорних сацумських свиней, рибальство і видовбування природного газу і нафти у Східнокитайському морі. На території префектури також розташовані космічні центри й космодроми Танегасіма і Утіноура.

## Загальні відомості
Префектура Кагосіма розташована на півдні острова Кюсю та північній частині Островів Рюкю, в регіоні Кюсю.
Їй належать численні острови у Східнокитайському морі, найбільшими з яких є Танегасіма, Якусіма та острови Амамі. Символом природи Кагошіма є дієвий вулкан Сакурадзіма. З літа до осені префектура часто потерпає від тайфунів.
Сучасна Кагосіма займає територію історичних провінцій Сацума і Осумі. Проте суспільно-політичним і економічно-культурним осереддям префектури виступає перша з них. З 12 по 19 століття Кагосіма належала войовничому самурайському роду Сімадзу, війська якого брали участь у всіх великих японських війнах, а також виправах закордон до Кореї і Рюкю. Самураї з цього роду сприяли реставрації Мейдзі 1868 року і стояли біля витоків формування Імперського флоту Японії.
Екзотична природа та багата історія зробили Кагосіму популярним місцем туристів. На території префектури знаходиться острів Якусіма, занесений до об'єктів Світової спадщини ЮНЕСКО, вулкани Кірісіма, а також численні ванни онсен на термальних водах.

## Географія

Топографічна мапа префектури Кагосіма

Площа префектури Кагосіма становить близько 9188,78 км². За площею вона посідає 10-е місце у країні серед інших префектур Японії.

## Історія

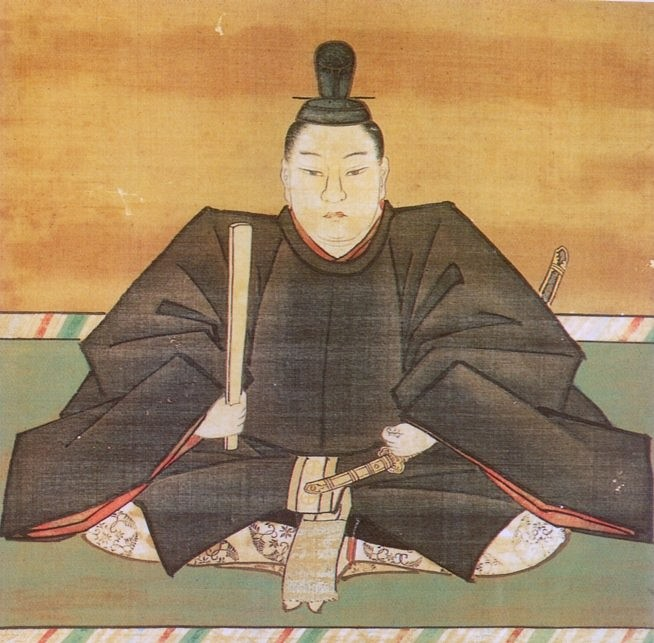
Сімадзу Йосіхіро, герой Корейської війни 1592 — 1598 років, організатор успішного відступу військ Сімадзу у битві при Секігахара 1600 року.

- VIII століття: засновано провінції Сацума і Осумі на території підкорених автохтонів хаято.
- 1185: призначення голови роду Сімадзу управителем невиликого маєтку Сімадзу в Сацумі. Поступово цей рід підкорив собі усю Сацуму.
- 1543: прибуття португальців до Танегасіми, поява вогнепальної зброї в Японії.
- 1574: Сімадзу знищили сусідній рід Кімоцукі і приєднали до Сацуми провінцію Осумі.
- 1575: Сімадзу знищили сусідній рід Іто і приєднали до Сацуми провінцію Хюга.
- 1587: Сімадзу об'єднали під своєю рукою увесь острів Кюсю, але були атаковані силами володаря Японії Тойотомі Хідейосі. За наказом останнього їхні володіння були урізані до Сацуми, Осумі й Хюги.
- 1592 — 1598: Сімадзу беруть участь у Корейській війні Хідейосі. За відмінні бойові якості Сімадзу отримали прізвисько «чорти».
- 1600: Сімадзу програли разом із Західною коаліцією у битві при Секгахара, але зберегли свої володіння. Засновано Сацума-хан.
- 1609: Сімадзу завойовують Королівство Рюкю, залишаючи йому формальну незалежність. Торгівля з цим королівством, яке у Східній Азії мало монопольне право на проведення багаторазових торгових операцій з Китаєм, перетворює Сацума-хан на один з найзаможніших у Японії.
- 1779: виверження Сакрудзіми.
- 1868: Сімадзу беруть активну участь у реставрації Мейдзі і входять до складу нового Імператорського уряду.
- 1871: на базі Сацума-хану засновано префектуру Кагошіма.
- 1877: спалахує Сацумське повстання під проводом Сайго Такаморі.
- 1883: зі складу префектури Кагошіма виокремлюється префектура Міядзакі.
- 1945: окупація військами США.
- 1952: США повертають Японії острови Токарай.
- 1953: США повертають Японії острови Амамі.

## Транспорт
- Аеропорт Кагошіма (Кірісіма)